# Hnutí BDS

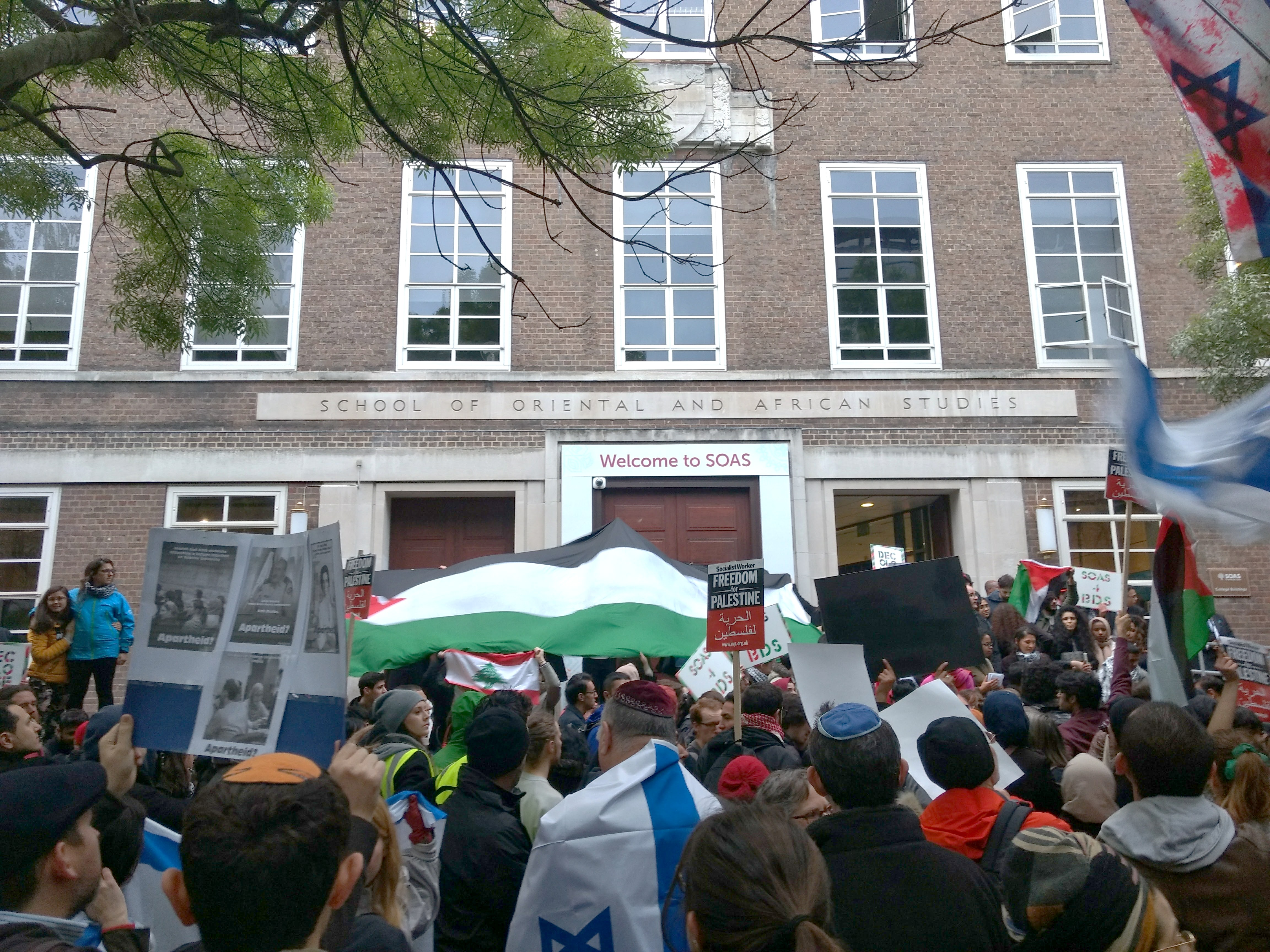
Demonstrace BDS před Školou orientálních a afrických studií v Londýně. duben 2017.

Boycott, Divestment and Sanctions Movement (doslovně česky: Hnutí Bojkot, Stažení investic a Sankce, také známé jako BDS a Hnutí BDS) je globální kampaň snažící se zvýšit ekonomický a politický tlak na Izrael, aby došlo k naplnění stanoveným cílům hnutí: konec izraelské okupace a kolonizace Palestinských území a Golanských výšin, rovnoprávnost pro arabsko-palestinské občany Izraele a uznání práva na návrat palestinských uprchlíků.
Kampaň je organizována a koordinována Palestinským národním výborem BDS. Kampaň byla zahájena dne 9. července 2005 více než 170 palestinskými nevládními organizacemi s cílem prosazení podpory Palestiny bojkotem Izraele, stažením investic z Izraele a uplatněním mezinárodních sankcí proti Izraeli. S odvoláním na platné rezoluce OSN a na odkaz kampaní proti apartheidu v Jižní Africe, kampaň BDS volá po „různých formách bojkotu Izraele, dokud nebudou splněny závazky vyplývající z mezinárodního práva”. Protesty a konference na podporu kampaně se konají v mnoha zemích po celém světě.
Příznivci BDS porovnávají hnutí s Hnutím proti apartheidu ve 20. století a vidí své akce podobné bojkotům Jižní Afriky během apartheidu, situaci v Izraeli přirovnávají k apartheidu. Kritici BDS vehementně popírají obvinění, že Izrael je apartheidní stát, tvrdí mimo jiné, že v Izraeli (mimo Západní břeh) „Židé a Arabové žijí volně ve společných sousedstvích... není vynucována segregace”, a že Arabové a Židé spolu přicházejí do styku v každém nákupním centru, restauraci, nebo v nemocnici v Izraeli.
Kritici dále tvrdí, že hnutí BDS odrazuje Palestinské vedení od současných jednání s Izraelem, je antisemitské, připomíná historické protižidovské bojkoty jako Nacistický bojkot židovských obchodů a že to je forma antisemitského antisionismu, který podporuje delegitimizaci Izraele.
Rozsah, účinnosti a morální otázka hnutí BDS je předmětem četných diskusí.

## Pozadí
Jedním z cílů stanovených při založení Arabské ligy v roce 1945 bylo „postihnout další židovský rozvoj v Palestině pomocí bojkotu sionistického zboží”. Na podporu byla založena ústřední kancelář pro bojkot. Po vzniku Izraele v roce 1948 byl bojkot židovského vývozu z Palestiny změněn na bojkot izraelského zboží i služeb. Primárně byl bojkot zaměřen na přímý bojkot izraelského zboží, sekundárně byl vyvíjen tlak na státy a instituce neobchodovat s Izraelem, terciárně byl vyvíjen tlak na firmy z nezúčastněných třetích zemí, aby neobchodovaly s firmami se vztahy s Izraelem.
Marc Greendorfer soudí, že Hnutí BDS má kořeny v bojkotu Izraele Arabskou ligou a sdílí s ním jméno, poslání, úkoly, metodiku i cíle.
Během Druhé intifády začali Palestinci vzbuzovat mezinárodní solidaritu a vzniklá podpora mohla být využita k vývoji tlaku na Izrael nenásilným způsobem. V roce 2002, organizace v Evropě, v Austrálii, ve Spojených státech, a na Palestinských územích volají po bojkotu izraelských institucí, včetně akademických a kulturních. Palestinští akademici a intelektuálové volají také po bojkotu v říjnu 2003. V roce 2004 nabraly pokusy o koordinaci bojkotu na síle po zahájení stavby izraelské separační bariéry na Západním břehu. V dubnu 2004 byla založena Palestinská kampaň za akademický a kulturní bojkot Izraele (Palestinian Campaign for the Academic and Cultural Boycott of Israel; PACBI). Jedním ze zakladatelů byl Omar Barghouti.
Dne 9. července 2005, v den prvního výročí vydání poradního posudku Mezinárodním soudním dvorem označující separační bariéru na Západním břehu za porušení mezinárodního práva, velké množství organizací reprezentujících Palestince v Izraeli, Palestině a v zahraničí vyzvalo mezinárodní společenství k bojkotu, stažení investic a k sankcím proti Izraeli, dokud nebude jednat v souladu s mezinárodním právem a s Všeobecnou deklarací lidských práv. Na první palestinské BDS konferenci, pořádané v Rámaláhu v listopadu 2007, byl založen Palestinian BDS National Committee (BNC) jako orgán pro celosvětovou koordinaci kampaní Hnutí BDS. Hlavní příklad a zdroj inspirace hnutí je bojkot Jižní Afriky Hnutím proti apartheidu ve 20. století 